# Новое Село (Вологодская область)
Новое Село — деревня в Великоустюгском районе Вологодской области.
Входит в состав городского поселения Красавино, с точки зрения административно-территориального деления — в Красавинский сельсовет.
Расположена при федеральной автодороге А123. Расстояние до районного центра Великого Устюга по ней — 26 км.
По переписи 2002 года население — 45 человек (21 мужчина, 24 женщины). Преобладающая национальность — русские (98 %).